# Polska jesień (powieść)
Polska jesień – powieść Jana Józefa Szczepańskiego opublikowana w 1955 roku. Według wypowiedzi autora była pisana w latach 1940-1949.
Powieść oparta na osobistych przeżyciach autora, ma formę dziennika młodego podchorążego Pawła Strączyńskiego, uczestnika i świadka kampanii wrześniowej. Dziennik obejmuje wydarzenia od mobilizacji, przez marsz ku pozycjom wroga, potyczki, odwrót, wzięcie do niewoli, aż po ucieczkę z jenieckiego transportu. Bohater stopniowo uświadamia sobie ogrom i rozmiary klęski. Pod wpływem obserwowanych wydarzeń zmienia się też  wewnętrznie. Doświadczenie wojny staje się dla niego progiem dojrzałości duchowej, przekracza on swoją "smugę cienia".
Powieść ukazuje obraz polskiego września w sposób realistyczny i nieupiększany. Jest uznawana za najlepszą polską książką o kampanii wrześniowej.
W roku 1960 książka została uhonorowana nagrodą im. Ernesta Hemingwaya jako najcelniejszy utwór o wojnie 1939.